# Skachok (distrito de Vetka)
Skachok (en bielorruso: Скачок) es una aldea en la agropoblación de Svetilovichi del distrito de Vetka de la región de Gomel de Bielorrusia.
Como resultado del accidente en la central nuclear de Chernobyl y la consiguiente contaminación por radiación de la región, los residentes (144 familias) fueron trasladados en 1996 a ubicaciones limpias.

## Geografía

### Ubicación
A 39 km al norte de Vetka y a 60 km de Gomel.

### Hidrografía
Un canal agrario conectado con el río Niómanka (un afluente del río Sozh) atraviesa el pueblo.

## Red de transportes
Casas de madera se ubican en las inmediaciones de la carretera Chechersk-Svetilovichi.

## Historia
Su existencia está documentada desde el siglo XVIII en que consta como una granja en el vólost de Stolbun del uyezd de Gómel de la gobernación de Maguilov. Desde 1781 funciona un molino harinero en la localidad. Entre el 8 de diciembre de 1926 y el 4 de agosto de 1927 ejerce como centro administrativo del consejo rural de Skachok-Gabrovo del distrito de Svetilóvichi (distrito de Vetka desde el 4 de agosto de 1927) de la demarcación de Gómel. En 1930 los vecinos se unen en una granja colectiva. Durante la Gran Guerra Patria 12 aldeanos fallecen en el frente. En 1959 se integra en la granja estatal Vostóchny cuyo centro administrativo es la aldea de Akshinka).

## Población

### Actualidad
- En el año 2010 la localidad no cuenta con residentes.

### Evolución
- 1897: 19 hogares, 102 habitantes (según el censo).
- 1940: 20 hogares, 70 residentes.
- 1959: 82 habitantes (según censo).
- 1996: traslado de los residentes (144 familias).